# Kitāb al-Umm

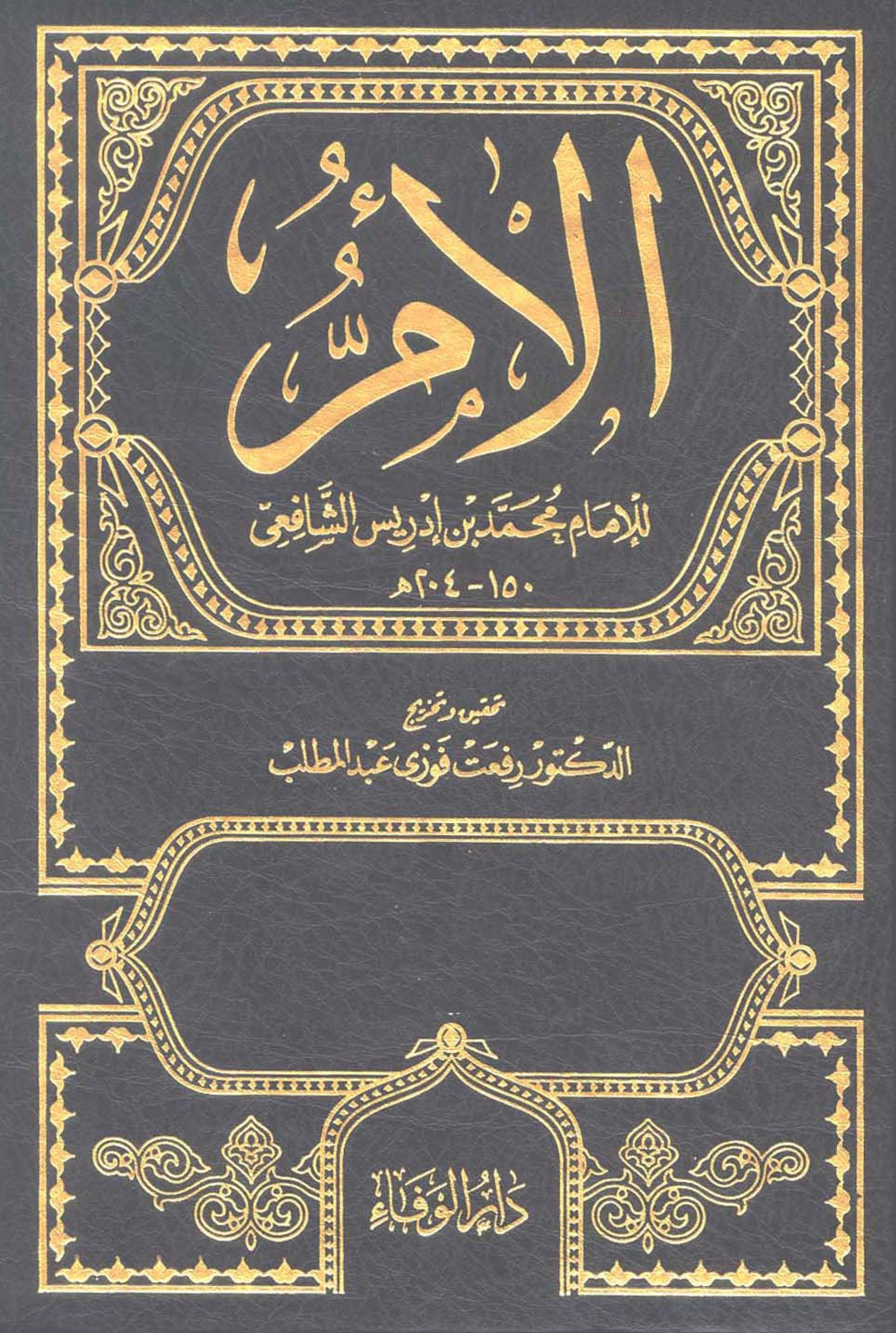
Titolo e copertina di un'edizione del Kitāb al-Umm

Il Kitāb al-Umm in arabo كـتـاب الأم‎?, è un libro di legge usato nella scuola sciafeita di fiqh (giurisprudenza islamica). L'opera venne realizzata dal fondatore della scuola sciafeita, l'Imām al-Shāfiʿī (767-820 CE). Il termine "al-Umm" significa "esemplare". Il Kitāb al-Umm è noto per il suo approccio ermeneutico allo sviluppo dei principi legali, basandosi sulle rivelazioni piuttosto che sulle autorità tradizionali.